# Eucatharosoma taeniatum
Eucatharosoma taeniatum är en mångfotingart som beskrevs av Henri W. Brölemann 1929. Eucatharosoma taeniatum ingår i släktet Eucatharosoma och familjen orangeridubbelfotingar. Inga underarter finns listade i Catalogue of Life.